# Cyphosticha dialeuca
Cyphosticha dialeuca är en fjärilsart som beskrevs av Turner 1940. Cyphosticha dialeuca ingår i släktet Cyphosticha och familjen styltmalar. Inga underarter finns listade i Catalogue of Life.